# Сборная Арубы по футболу
Сборная Арубы по футболу (нидерл. Arubaans voetbalelftal; папьям. Seleccion Arubano di futbol) — представляет Арубу на международных состязаниях по футболу. Принимает своих соперников на стадионе «Трининад» имени Гильермо Просперо в Ораньестаде. В рейтинге ФИФА на 4 апреля 2024 года занимает 193-е место.

## История
В период с 1924 по 1933 годы, сборная Арубы играла только неофициальные против команды Кюрасао. В 1955 году, приняла участие в своём первом чемпионате КККФ, где заняла 5-е место.

## Участие в чемпионатах мира
- 1930—1994 — не участвовала
- 1998—2026 — не прошла квалификацию